# Reconstruction of Occupation
Reconstruction of Occupation (tschechischer Originaltitel Rekonstrukce okupace für „Rekonstruktion der/einer Besatzung“) ist ein Dokumentarfilm von Jan Šikl, der im August 2021 beim Internationalen Filmfestival Karlovy Vary seine Premiere feierte. Größtenteils in Schwarzweiß zeigt der Film Menschen während des Prager Frühlings, den Einmarsch sowjetischer Truppen in die Tschechoslowakei im Jahr 1968 und die gewaltsame Niederschlagung der Bewegung.

## Inhalt

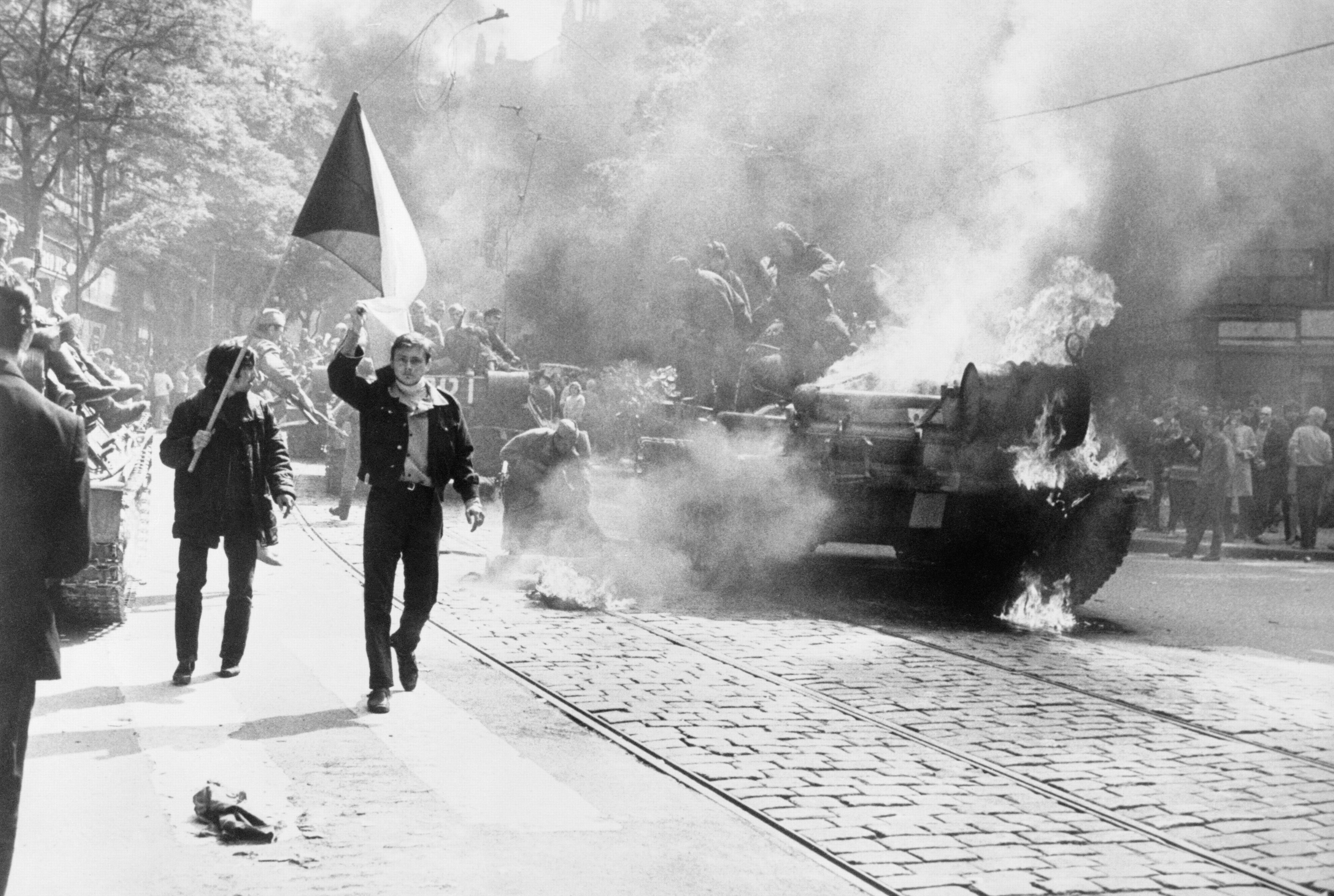
Der Film zeigt den Einmarsch sowjetischer Truppen in die Tschechoslowakei im Jahr 1968 und die gewaltsame Niederschlagung der als Prager Frühling bezeichneten Bewegung

Der Dokumentarfilmer Jan Šikl verbrachte viele Jahre damit, private Filmarchive zu durchsuchen und Filmmaterial zu sammeln. Er verwendete für seine Rekonstruktion der Geschehnisse um den Prager Frühling verblasste Aufnahmen des Familienlebens und von alltäglichen Momenten.

## Der Prager Frühling
Als Prager Frühling wird das Streben der tschechoslowakischen Kommunistischen Partei unter Alexander Dubček im Frühjahr 1968 bezeichnet. Dieser versuchte ein Liberalisierungs- und Demokratisierungsprogramm durchzusetzen sowie vor allem die Beeinflussung und Verstärkung dieser Reformbemühungen durch eine sich rasch entwickelnde kritische Öffentlichkeit.
Das harte Durchgreifen der Sowjets als Reaktion auf die von Dubček eingeleiteten Reformen markierte einen historischen Wendepunkt, der die Bürger der Tschechoslowakei, die auf eine Abschwächung der brutalen Unterdrückung gehofft hatten, für weitere 20 Jahre wieder auf Linie brachte.

## Produktion
Regie führte Jan Šikl, der auch das Drehbuch schrieb. Er wurde 1957 in Prag geboren und war zur Zeit des Prager Frühlings noch ein Kind. Es handelt sich bei Reconstruction of Occupation nach Nízký let und Evoluce 4 z revoluce - Michal Kocáb über den später als Politiker tätigen Musiker der tschechischen Rockband Pražský výběr um seinen dritten Dokumentarfilm.
Das Filmmaterial selbst wird ohne eventuell vorhandenen eigenen Ton abgespielt. Die vereinzelt für den Film verwendete Musik wurde von Jan Šikl ml komponiert.
Erste Vorstellungen des Films erfolgten ab 21. August 2021 beim Internationalen Filmfestival Karlovy Vary, dem 53. Jahrestag des Einmarschs der Truppen in die damalige Tschechoslowakei. Im August 2022 wurde er beim Beyond Borders International Documentary Festival auf Kastelorizo vorgestellt.

## Auszeichnungen
Krakowski Festiwal Filmowy 2022
- Nominierung im Internationalen Dokumentarfilmwettbewerb (Jan Šikl)[5]